# Sticherus umbraculiferus
Sticherus umbraculiferus är en ormbunkeart som först beskrevs av Kze., och fick sitt nu gällande namn av Ren-Chang Ching. Sticherus umbraculiferus ingår i släktet Sticherus och familjen Gleicheniaceae. Inga underarter finns listade.